# Lijst van afleveringen van The Fresh Prince of Bel-Air
Dit is een lijst met afleveringen van de Amerikaanse televisieserie The Fresh Prince of Bel-Air. De serie telt 6 seizoenen. Een overzicht van alle afleveringen is hieronder te vinden.

## Seizoen 1
| Nr. | Titel aflevering                      | Uitzenddatum VS   |
| --- | ------------------------------------- | ----------------- |
| 1   | The Fresh Prince Project              | 10 september 1990 |
| 2   | Bang the Drum, Ashley                 | 17 september 1990 |
| 3   | Clubba Hubba                          | 24 september 1990 |
| 4   | Not with My Pig, You Don't            | 1 oktober 1990    |
| 5   | Homeboy, Sweet Homeboy                | 8 oktober 1990    |
| 6   | Mistaken Identity                     | 15 oktober 1990   |
| 7   | Def Poet's Society                    | 22 oktober 1990   |
| 8/9 | Someday Your Prince Will Be in Effect | 29 oktober 1990   |
| 10  | Kiss My Butler                        | 5 november 1990   |
| 11  | Courting Disaster                     | 12 november 1990  |
| 12  | Talking Turkey                        | 19 november 1990  |
| 13  | Knowledge Is Power                    | 26 november 1990  |
| 14  | Day Damn One                          | 3 december 1990   |
| 15  | Deck the Halls                        | 10 december 1990  |
| 16  | The Lucky Charm                       | 7 januari 1991    |
| 17  | The Ethnic Tip                        | 14 januari 1991   |
| 18  | Young and the Restless                | 21 januari 1991   |
| 19  | It Had to Be You                      | 4 februari 1991   |
| 20  | Nice Lady                             | 11 februari 1991  |
| 21  | Love at First Fight                   | 18 februari 1991  |
| 22  | Banks Shot                            | 25 februari 1991  |
| 23  | 72 Hours                              | 11 maart 1991     |
| 24  | Just Infatuation                      | 29 april 1991     |
| 25  | Working It Out                        | 6 mei 1991        |

## Seizoen 2
| Nr. | Titel aflevering             | Uitzenddatum VS   |
| --- | ---------------------------- | ----------------- |
| 1   | Did the Earth Move for You?  | 9 september 1991  |
| 2   | The Mother of All Battles    | 16 september 1991 |
| 3   | Will Gets a Job              | 23 september 1991 |
| 4   | PSAT Pstory                  | 30 september 1991 |
| 5   | Granny Gets Busy             | 7 oktober 1991    |
| 6   | Guess Who's Coming to Marry? | 14 oktober 1991   |
| 7   | The Big Four-Oh              | 30 september 1991 |
| 8   | She Ain't Heavy              | 4 november 1991   |
| 9   | Cased Up                     | 11 november 1991  |
| 10  | Hi-Ho Silver                 | 18 november 1991  |
| 11  | The Butler Did It            | 25 november 1991  |
| 12  | Something for Nothing        | 9 december 1991   |
| 13  | Christmas Show               | 16 december 1991  |
| 14  | Hilary Gets a Life           | 6 januari 1992    |
| 15  | My Brother's Keeper          | 13 januari 1992   |
| 16  | Geoffrey Cleans Up           | 20 februari 1992  |
| 17  | Community Action             | 3 februari 1992   |
| 18  | Ill Will                     | 10 februari 1992  |
| 19  | Eyes on the Prize            | 17 februari 1992  |
| 20  | Those Were the Days          | 24 februari 1992  |
| 21  | Vying for Attention          | 2 maart 1992      |
| 22  | The Aunt Who Came to Dinner  | 23 maart 1992     |
| 23  | Be My Baby Tonight           | 27 april 1992     |
| 24  | Strip-Tease for Two          | 4 mei 1992        |

## Seizoen 3
| Nr. | Titel aflevering                                      | Uitzenddatum VS   |
| --- | ----------------------------------------------------- | ----------------- |
| 1   | How I Spent My Summer Vacation                        | 14 september 1992 |
| 2   | Will Gets Committed                                   | 21 september 1992 |
| 3   | That's No Lady, That's My Cousin                      | 28 september 1992 |
| 4   | Hilary Gets a Job                                     | 5 oktober 1992    |
| 5   | Mama's Baby, Carlton's Maybe                          | 12 oktober 1992   |
| 6   | P.S. I Love You                                       | 24 oktober 1992   |
| 7   | Here Comes the Judge                                  | 26 oktober 1992   |
| 8   | Boyz in the Woods                                     | 5 november 1992   |
| 9   | A Night at the Oprah                                  | 9 november 1992   |
| 10  | Asses to Ashes                                        | 16 november 1992  |
| 11  | A Funny Thing Happened on the Way Home from the Forum | 23 november 1992  |
| 12  | The Cold War                                          | 7 december 1992   |
| 13  | Mommy Nearest                                         | 14 december 1992  |
| 14  | Winner Takes Off                                      | 4 januari 1993    |
| 15  | Robbing the Banks                                     | 18 januari 1993   |
| 16  | Bundle of Joy                                         | 25 januari 1993   |
| 17  | The Best Laid Plans                                   | 1 februari 1993   |
| 18  | The Alma Matter                                       | 8 februari 1993   |
| 19  | Just Say Yo                                           | 15 februari 1993  |
| 20  | The Baby Comes Out                                    | 22 februari 1993  |
| 21  | You Bet Your Life                                     | 1 maart 1993      |
| 22  | Ain't No Business Like Show Business                  | 12 april 1993     |
| 23  | The Way We Were                                       | 3 mei 1993        |
| 24  | Six Degrees of Graduation                             | 10 mei 1993       |

## Seizoen 4
| Nr. | Titel aflevering                         | Uitzenddatum VS   |
| --- | ---------------------------------------- | ----------------- |
| 1   | Where There's a Will, There's a Way      | 20 september 1993 |
| 3   | All Guts, No Glory                       | 27 september 1993 |
| 4   | Father of the Year                       | 4 oktober 1993    |
| 5   | It's Better to Have Loved and Lost It... | 11 oktober 1993   |
| 6   | Will Goes a Courtin'                     | 18 oktober 1993   |
| 7   | Hex and the Single Guy                   | 25 oktober 1993   |
| 8   | Blood Is Thicker Than Mud                | 1 november 1993   |
| 9   | Fresh Prince After Dark                  | 8 november 1993   |
| 10  | Home Is Where the Heart Attack Is        | 15 november 1993  |
| 11  | Take My Cousin... Please                 | 22 november 1993  |
| 12  | You've Got to Be a Footbal l Hero        | 29 november 1993  |
| 13  | 'Twas the Night Before Christening       | 20 december 1993  |
| 14  | Sleepless in Bel-Air                     | 3 januari 1994    |
| 15  | Who's the Boss?                          | 10 januari 1994   |
| 16  | I Know Why the Caged Bird Screams        | 10 januari 1994   |
| 17  | When You Hit Upon a Star                 | 31 januari 1994   |
| 18  | Stop Will! in the Name of Love           | 14 februari 1994  |
| 19  | You'd Better Shop Around                 | 21 februari 1994  |
| 20  | The Ol' Ball and Chain                   | 28 februari 1994  |
| 21  | The Harder They Fall                     | 14 maart 1994     |
| 22  | M Is for the Many Things She Gave Me     | 25 april 1994     |
| 23  | Mother's Day                             | 2 mei 1994        |
| 24  | Papa's Got a Brand New Excuse            | 9 mei 1994        |
| 25  | For Sale by Owner                        | 16 mei 1994       |
| 26  | The Philadelphia Story                   | 23 mei 1994       |

## Seizoen 5
| Nr. | Titel aflevering                      | Uitzenddatum VS   |
| --- | ------------------------------------- | ----------------- |
| 1   | The Client                            | 19 september 1994 |
| 2   | What's Will Got to Do with It?        | 19 september 1994 |
| 3   | Reality Bites                         | 26 september 1994 |
| 4   | Grumpy Young Men                      | 3 oktober 1994    |
| 5   | Fresh Prince: The Movie               | 10 oktober 1994   |
| 6   | Will's Misery                         | 17 oktober 1994   |
| 7   | Father Knows Best                     | 24 oktober 1994   |
| 8   | Soooooooul Train                      | 7 november 1994   |
| 9   | Love Hurts                            | 14 november 1994  |
| 10  | Will's Up a Dirt Road                 | 21 november 1994  |
| 11  | Will Steps Out                        | 28 november 1994  |
| 12  | Same Game, Next Season                | 12 december 1994  |
| 13  | Three's a Crowd                       | 9 januari 1995    |
| 14  | It's a Wonderful Lie                  | 23 januari 1995   |
| 15  | Bullets Over Bel-Air                  | 6 februari 1995   |
| 16  | A Decent Proposal                     | 13 februari 1995  |
| 17  | Will Is from Mars...                  | 20 februari 1995  |
| 18  | The Wedding Show (Psyche!)            | 27 februari 1995  |
| 19  | Slum Like It... Not!                  | 13 maart 1995     |
| 20  | As the Will Turns                     | 10 april 1995     |
| 21  | Save the Last Trance for Me           | 17 april 1995     |
| 22  | To Thine Own Self Be Blue... and Gold | 24 april 1995     |
| 23  | Cold Feet, Hot Body                   | 1 mei 1995        |
| 24  | Love in an Elevator                   | 8 mei 1995        |
| 25  | For Whom the Wedding Bells Toll       | 15 mei 1995       |

## Seizoen 6
| Nr.  | Titel aflevering                  | Uitzenddatum VS   |
| ---- | --------------------------------- | ----------------- |
| 1    | Burnin' Down the House            | 18 september 1995 |
| 2    | Get a Job                         | 25 september 1995 |
| 3    | Stress Related                    | 2 oktober 1995    |
| 4    | Bourgie Sings the Blues           | 9 oktober 1995    |
| 5    | The Script Formerly Known As...   | 16 oktober 1995   |
| 6    | Not, I Barbecue                   | 23 oktober 1995   |
| 7    | Not with My Cousin You Don't      | 6 november 1995   |
| 8    | Viva Lost Wages                   | 13 november 1995  |
| 9/10 | There's the Rub                   | 20 november 1995  |
| 11   | I, Ooh, Baby, Baby                | 11 december 1995  |
| 12   | Boxing Helena                     | 8 januari 1996    |
| 13   | I, Clownius                       | 15 januari 1996   |
| 14   | Breaking Up Is Hard to Do: Part 1 | 12 februari 1996  |
| 15   | Breaking Up Is Hard to Do: Part 2 | 19 februari 1996  |
| 16   | I, Bowl Buster                    | 26 februari 1996  |
| 17   | The Butler's Son Did It           | 18 maart 1996     |
| 18   | Hare Today...                     | 8 april 1996      |
| 19   | I, Whoops, There It Is            | 15 april 1996     |
| 20   | I, Stank Horse                    | 22 april 1996     |
| 21   | I, Stank Hole in One              | 6 mei 1996        |
| 22   | Eye, Tooth                        | 13 mei 1996       |
| 23   | I, Done: Part 1                   | 20 mei 1996       |
| 24   | I, Done: Part 2                   | 20 mei 1996       |